# Manifesto da Raça
O “Manifesto da raça”, às vezes conhecido como Carta da Raça ou Manifesto Racial, foi um manifesto publicado em 14 de julho de 1938 que preparou a promulgação, em outubro de 1938, das Leis Raciais italianas. As leis anti-semitas privaram os judeus da cidadania italiana e dos cargos governamentais e profissionais. O manifesto demonstrou a enorme influência que Adolf Hitler teve sobre Benito Mussolini desde que a Itália se aliou à Alemanha nazista.

## História
Nos anos da ditadura de Benito Mussolini antes do manifesto, não havia leis raciais; Mussolini defendia a opinião de que um pequeno contingente de judeus italianos vivia na Itália "desde os dias dos reis de Roma" (uma referência aos Benè Romi, ou judeus de rito italiano) e deveria "permanecer imperturbado". Havia até alguns judeus no Partido Nacional Fascista, como Ettore Ovazza, que em 1935 fundou o jornal fascista judeu La Nostra Bandiera.
O Manifesto da Raça, publicado em julho de 1938, declarava que os italianos eram descendentes da "raça ariana". Ele tinha como alvo raças que eram consideradas inferiores (ou seja, não eram de ascendência ariana). Em particular, os judeus foram banidos de muitas profissões e suas propriedades poderiam ser confiscadas. De acordo com as Leis Raciais, as relações sexuais e os casamentos entre italianos, judeus e africanos eram proibidos, os judeus também eram proibidos de ocupar cargos na banca, governo e educação, além de confiscar seus bens. Entre os 180 signatários do "Manifesto da Raça" estavam dois médicos (S. Visco e N. Fende), um antropólogo (L. Cipriani), um zoólogo (E. Zavattari) e um estatístico (F. Savorgnan).
O Reino da Itália, logo após a aprovação das leis raciais, adotou uma publicação intitulada "Manifesto de Cientistas Raciais" que mesclava racismo biológico com história; Declarava que a Itália era um país povoado por pessoas de origem ariana, os italianos pertenciam à raça ariana, os judeus não pertenciam à raça italiana e que era necessário distinguir entre europeus e judeus, africanos e outros não europeus. O manifesto encorajou os italianos a serem racistas. A Itália fascista freqüentemente publicava material mostrando caricaturas de judeus e africanos.
No entanto, mesmo após a adoção das leis raciais, Mussolini continuou a fazer declarações contraditórias sobre raça.

## Motivações
Mussolini era muito admirado por Adolf Hitler, e em uma de suas conversas Hitler se abriu emocionalmente, declarando que o Duce era seu "único amigo verdadeiro". Hitler ficou pessoalmente cativado e inspirado pela marcha de 1922 em Roma e se imaginou liderando uma marcha semelhante em Berlim. Assim, Mussolini decidiu cada vez mais harmonizar o fascismo italiano com o nazismo alemão, introduzindo legislação anti-semita na Itália como prova de sua boa fé. Ele a concebeu, pelo menos em parte e taticamente, como uma oferta calculada para solidificar a Aliança ítalo-alemã. Na literatura e periódicos fascistas, houve uma mudança em direção ao racismo menos refinado, acentuando o elemento biológico indo-europeu, enfatizando os romanos latinos originais como um núcleo de guerreiros arianos intimamente relacionados aos grupos étnicos celtas e paleo-iranianos. 
Após considerável resistência, a influência nazista começou a penetrar alguns círculos no Reino da Itália. O pensador individualista independente Julius Evola foi fundamental na introdução do racismo ariano e do anti-semitismo na Itália fascista. Em geral, porém, houve um esforço conjunto para distinguir o "racismo" fascista, supostamente da variedade "culturalista", daquele que emanava dos alemães. Giovanni Gentile, por exemplo, desprezava a introdução do racismo biológico no fascismo, e o mesmo pode ser dito da maioria dos primeiros teóricos do fascismo intelectual. No entanto, a preocupação com a identidade nacional dos grupos corporativos, em oposição ao que Gentile chamou de "ego solipsista" consagrado na política demoliberal, sempre fez parte da visão de mundo fascista. Em qualquer caso, não era incomum, antes da eclosão da Segunda Guerra Mundial, que intelectuais fascistas se opusessem aos componentes mais excessivos e irracionais do racismo nazista descendente de ariosofia.
Na maior parte, as leis raciais foram recebidas com a desaprovação não apenas dos cidadãos italianos comuns, mas também de membros do partido fascista.  Muitos altos funcionários do governo disseram aos representantes judeus que o anti-semitismo na Itália fascista acabaria em breve. Em uma ocasião, um estudioso fascista questionou Mussolini sobre o tratamento que seus amigos judeus estavam recebendo, o que levou Mussolini a dizer: "Concordo totalmente com você. Não acredito em nada na estúpida teoria anti-semita. Estou perseguindo minha política inteiramente por razões políticas". Em dezembro de 1943, Mussolini confessou ao jornalista e político Bruno Spampanato seu lamento pelo Manifesto da Raça: "O Manifesto Racial poderia ter sido evitado. Foi a abstrusão científica de alguns professores e jornalistas, um ensaio alemão meticuloso traduzido para o italiano ruim. Está longe do que eu disse, escrevi e assinei sobre o assunto. Sugiro que consulte as edições antigas do Il Popolo d'Italia. Por esse motivo, estou longe de aceitar o mito de Rosenberg".